# Ramón de la Sota y Zorraquín
Ramón de la Sota y Zorraquín (Buenos Aires, Argentina, 1947) és un economista i polític basc. Es llicencià en economia a la Universitat de Sheffield. Militant del Partit Nacionalista Basc, fou membre del Buro de Nacions Europees sense Estat de Brussel·les (1974-1977) i del Consell Federal de l'Estat Espanyol del Moviment Europeu (1973-1974).
Membre del Bizkai Buru Batzar (1977-1978) i vicepresident del Getxo Uri Buru Batzar (1976-1977), a les eleccions generals espanyoles de 1979 fou escollit senador per Biscaia.